# リストラマン太郎
『リストラマン太郎』（リストラマンたろう）はたかもちげんによる日本の漫画作品。

## 概要
百年の祭りの後発として1994年、『漫画アクション』に発表された。全40話。単行本は全4巻。
主人公の石崎太郎が、現役のプロ・アイスホッケープレイヤーのかたわら、エンゼルカンパニーを立ち上げ、不況の中行き詰まっている経営者たちの救済に立会い、見事再建させるといった当時の世相を背景にした作品である。